# Gloria Ríos (cantante española)
Gloria Ríos, Gloria Gómez Verjano, cantante española. Se dio a conocer por medio del dúo Ríos de Gloria, junto con el cantante Javier Ríos, nacido en Sabadell en 1977. Su último álbum se lanzó en octubre de 2005 bajo el título de Libre, un recopilatorio con nuevas versiones de sus mayores éxitos y 1 tema inédito.

## Biografía
Nació el 9 de abril de 1977, en la localidad extremeña de Villafranca de los Barros (Badajoz). Desde pequeña siempre le llamó la atención el mundo de la música, empezó a cantar en su pueblo cuando aún era una niña, sobre todo temas de copla. En su adolescencia, compaginando los estudios, recibía clases de canto y solfeo, hasta que en el año 1995 empezó a formar parte de la plantilla de E.M. HORUS colaborando en el EP A Jesulín de Ubrique. Al ver el arte que desprendía Gloria por cada poro de su piel, decidieron que se presentara con la canción Como el anillo al dedo al Festival de la canción de Benidorm 1995 . Allí fue cuando el excelente productor español Alejandro Abad, presentó Javier Ríos a la que iba a ser su compañera de trabajo durante 4 años, Gloria.

### Ríos de Gloria, la creación y su primer éxito.
Gloria y Javier deciden bautizar el dúo con el original nombre Ríos de Gloria, una mezcla entre el apellido de la parte masculina Ríos y el nombre de la parte femenina Gloria. Editan su primer álbum homónimo de la mano del productor Octavio Cruz. El LP sigue un marcado estilo techno-rumba, siguiendo la estela del por aquel entonces número uno, Camela. Este álbum contiene diez temas, gran parte de ellos versiones de clásicos italianos y latinos. Se lanzan con el primer sencillo, Sí o no, al que siguen temas como Aire (versión del clásico de los 80 cantado por Pedro Marín o Agua caliente, que son incluidos en una nueva reedición del disco, con el que vendieron más de 150.000 copias en España. A mediados del año 1997, la discográfica mexicana Azteca Records, se pone en contacto con E.M. HORUS, para que el disco del dúo se vendiera en el territorio latinoamericano. Tuvieron una gran aceptación entre el público, ya que el estilo de música que predominaba en las canciones del álbum que tan de moda estaba en España, allí era toda una novedad. En Latinoamérica superaron el número de copias vendidas en el país natal del dúo, superaron la cifra de 180.000 copias vendidas, pero el éxito definitivo aún estaba por llegar.

### Dos,el gran éxito
A mediados del año 1999 Ríos de Gloria dejó de ser un secreto a voces a raíz de que el grupo edita Dos, un álbum que se aleja mucho más de la techno-rumba para adentrarse en un estilo más dance, ya que ese estilo de música en la década de los 90 pegaba bastante fuerte, por la aún famosa Ruta del bakalao. Lanzan el primer sencillo, El deseo es un volcán, compuesto por Cristóbal Sansano, productor habitual de Mónica Naranjo. Este tema es, posiblemente, el más mítico, conocido y exitoso del grupo, ya que a raíz de ese tema empezaron a hacer apariciones en TV, dándose a conocer como se merecían, ya que era un grupo con una gran calidad de voz, sobre todo la de Gloria. Del tema anteriormente nombrado se hicieron varios remixes en vinilo y CD que se podía escuchar en cualquier pub o discoteca de España, países europeos como Francia o Portugal, y en Latinoamérica, donde siempre se les acogió de maravilla, e hicieron otro viaje a tierras latinas para promocionar el segundo álbum del dúo; fue un éxito desorbitado. El segundo sencillo, Secuéstrame, es también todo un éxito -del cual se hizo otro remix como tema inédito- igualado por los siguientes sencillos que causaron furor: Sabor a caramelo, Vuela, Made In Spain. De este álbum, entre España y Latinoamérica se vendieron alrededor de unas 700.000 copias. Consiguieron ser los números uno en las emisoras de radio musicales de toda España y Latinoamérica. 
En pleno auge de su música, las diferencias personales entre Javier y Gloria van aumentando, debido a las presuntas adicciones de él(ya en los últimos conciertos se le vio afectado), hasta llegar al punto de que, en el año 2000, Javier abandonó el dúo para lanzarse en solitario, sin mucho éxito, ya que el peso artístico y sobre todo la voz potente, eran de Gloria. De este modo, la compañía E.M HORUS decide realizar un casting para seleccionar al nuevo miembro masculino de Ríos de Gloria. El elegido es Míchel Lara, un joven barcelonés con el que Gloria empieza a grabar el tercer y último LP de Ríos de Gloria.

### Desafíame, la gran evolución
En enero de 2001, el nuevo dúo saca a la venta Desafíame, un álbum que muestra como nunca la evolución del grupo hacia sonidos más modernos, potentes y con unas canciones bastante apasionadas. El sencillo homónimo, a ritmo de tango-dance, consolidaba al dúo definitivamente en el panorama nacional, alcanzando las 80.000 copias del álbum en toda España. Los siguientes sencillos, Cómete mi cuerpo -con un videoclip de alto contenido erótico, protagonizado por el actor porno Max Cortés- y Obsesión, fueron los últimos del dúo, que se disolvió en 2002 por la decisión de Gloria de seguir en solitario.
El dúo, en toda su trayectoria musical logró superar la desorbitante cifra de 1.000.000 de copias (disco de diamante), incluyendo todos los LP, sencillos, recopilatorios y casetes que se editaron del mismo.

### Una nueva etapa en solitario
En 2002, los prestigiosos productores de dance Pumpin' Dolls (Juan Belmonte y Abel Arana), decidieron fichar a Gloria para lanzarla en solitario. Gloria adoptó el nombre artístico de Gloria G y publicó Desnúdame 2003, un álbum en que estilos tan diversos como el dance, el house, el pop y algunos toques de música latina y R&B se mezclaban entre sí dando como resultado un álbum con 12 temas de los que se eligió como primer sencillo Baila en el sol, una canción de marcado estilo latin-house que fue banda sonora de la campaña de publicidad de una conocida marca de frutos secos (Grefusa) durante todo el verano de 2003. Por problemas internos de la compañía E.M. HORUS, la promoción del álbum fue mínima; se editó el segundo sencillo Otro lugar, que pasó prácticamente desapercibido.
Durante los años siguientes, tras la absorción de E.M. HORUS por la multinacional Universal Music, Gloria quedó fuera del que había sido su sello discográfico durante casi diez años, y fue posteriormente repescada por Universal Music, que le dio la oportunidad de editar Libre 2005, su último LP hasta la fecha. Libre consta de 16 temas: el álbum Desnúdame al completo, totalmente remasterizado, además de las nuevas versiones 2005 de Quiero volar, Fuego, Corazón traidor y Una noche sin final; versiones 2005 de sus éxitos en Ríos de Gloria, El deseo es un volcán & Desafíame; el tema inédito Soy diferente, tema original suyo que había sido anteriormente cedido a Malena Gracia para incluirlo como cara B de su sencillo Bombón latino, y que Gloria presentó en las fiestas del Orgullo Gay 2005 en Madrid; y por último un club mix de Baila en el Sol realizado por Pumpin' Dolls.
El primer sencillo, Soy diferente, se estrena con éxito en Madrid y las Islas Canarias, donde continúa su promoción con los sencillos El deseo es un volcán 2005 & Desafíame 2005. Además, se ha presentado a la preselección de Eurovisión 2006 con el tema inédito Libre, que todavía no ha visto la luz.
En el año 2007 participó en el álbum "Sevillanas Vírgenes", donde diferentes artistas cantan Sevillanas a distintas Vírgenes. Gloria canta el tema "Sevillanas a la Virgen de Guadalupe", patrona de su tierra natal Extremadura.

## Discografía Oficial
- Gloria Sanz, A Jesulín de Ubrique (Horus, 1995).
- Ríos de Gloria, Ríos de Gloria (Horus, 1996). + 150.000 copias vendidas.
- Ríos de Gloria, Dos (Horus, 1999). 200.000 copias vendidas.
- Ríos de Gloria, Desafíame (Horus/MUXXIC, 2001). + 80.000 copias vendidas.
- Gloria G, Desnúdame (Horus/MUXXIC, 2003).
- Gloria Ríos, Libre (Universal, 2005).

## Reediciones Y Recopilatorios
- Ríos de Gloria, Ríos de Gloria (Reedición) (Horus 1997).
- Ríos de Gloria, Dos (Reedición) (Horus 1999).
- Ríos de Gloria, Desafíame (Reedición)  (Horus/MUXXIC, 2001)
- Ríos de Gloria, 2 cd's con la mejor música (Horus, 2001).
- Ríos de Gloria, 12 Éxitos de Oro (Horus/MUXXIC, 2001).
- Ríos de Gloria, El Deseo Es Un Volcán (Horus, 2001).
- Ríos de Gloria, Desafíame, Obsesión, El Deseo Es Un Volcán (Horus/MUXXIC, 2002).

## Cintas Económicas
- Ríos de Gloria, Si o No (Horus, 1998).
- Ríos de Gloria  (Horus, 2000).
- Ríos de Gloria, El Deseo Es Un Volcán, Secuéstrame, Sí o No, Agua Caliente y Más Éxitos (Horus, 2000).
- Ríos de Gloria, Lo Mejor De (Horus, 2000).
- Ríos de Gloria, El Deseo Es Un Volcán (Horus, 2001).
- Ríos de Gloria, El Deseo Es Un Volcán, Ni Un Millón de Besos, Cuando Mueves la Cintura, Secuéstrame Y Otros (Horus, 2001).

## Sencillos
- Ríos de Gloria, Si o No 1996
- Ríos de Gloria, Aire 1997 España y México
- Ríos de Gloria, Ya Te Olvidé 1997
- Ríos de Gloria, Agua Caliente 1997
- Ríos de Gloria, Me Enamoro de Ti México 1997
- Ríos de Gloria, Si o No México 1997
- Ríos de Gloria, Debe ser Feliz México 1997
- Ríos de Gloria, El Deseo es Un volcán España y México 1999
- Ríos de Gloria, Secuéstrame España y México 1999
- Ríos de Gloria, Made in Spain 1999
- Ríos de Gloria, Como te va El Amor 2000
- Ríos de Gloria, Desafíame 2001
- Ríos de Gloria, Cómete mi Cuerpo 2001
- Ríos de Gloria, Obsesión 2001
- Gloria G, Baila en el Sol 2003
- Gloria G, Otro Lugar 2003
- Gloria Ríos, Soy Diferente 2005
- Gloria Ríos, El Deseo Es Un Volcán 2005 2005
- Gloria Ríos, Desafíame 2005 2006

- Datos: Q5881330